# Kizer-Insel
Die Kizer-Insel (oder auch Kizer Island) ist eine vereiste und etwa 24 km lange Insel im Marshall-Archipel vor der Saunders-Küste des Marie-Byrd-Lands. Sie liegt 16 km südwestlich der Cronenwett-Insel am westlichen Ende des Sulzberger-Schelfeises.
Vermessungen des United States Geological Survey und Luftaufnahmen der United States Navy aus den Jahren von 1959 bis 1965 dienten ihrer Kartierung. Das Advisory Committee on Antarctic Names benannte sie 1966 nach Leutnant Theodore Louis Kizer (* 1936), Hubschrauberpilot auf dem Eisbrecher USS Glacier im Jahr 1962.